# Oued Smar
Oued Smar (em árabe: وادي سمار) é uma comuna localizada na província de Argel, no norte da Argélia. Sua população era de 32 062 habitantes, em 2008.